# Derek Williams (Filmemacher)
Derek Williams (* 20. August 1929 in Newcastle upon Tyne; † 2. August 2021) war ein britischer Filmemacher, Filmregisseur, Drehbuchautor und Kameramann, der für den von ihm produzierten Kurzfilm Turkey the Bridge für einen Oscar nominiert war. Vier weitere Filme, an denen Williams federführend beteiligt war, erhielten Oscarnominierungen und für vier seiner Produktionen wurde er mit dem BAFTA Film Award ausgezeichnet.

## Biografie
Williams besuchte die Newcastle Royal Grammar School und anschließend das Corpus Christi College in Cambridge. Noch während seines Studiums entstand sein erster Film, Hadrian’s Wall, den er auch selbst finanzierte. Der Amateurfilm eröffnete ihm die Möglichkeit bei World Wide Pictures, und damit in die Filmbranche, einzusteigen. Schon dieser erste Film zeigte sehr deutlich die Arbeitsweise Williams’, er achtete sehr auf die Bildkomposition, ein literarischer Kommentar war ihm wichtig und auch seine in Nuancen melancholische Romantik erwies sich als charakteristisch für ihn.
Sein erster kommerzieller Film war der im Auftrag eines Sponsors gedrehte Film Oil Harbor, Aden, in dem es um einen zu bauenden Hafen und eine nahe gelegene Ölraffinerie ging. Williams arbeitete zwei Jahre an dem Film und war sowohl sein eigener Regisseur wie auch Drehbuchautor und bediente auch die Kamera. Der 1957 veröffentlichte Dokumentar-Kurzfilm There Was a Door, zu dem Williams das Drehbuch geschrieben hatte, thematisierte die Betreuung schwer lernbehinderter Menschen, und wurde vom Manchester Regional Hospital Board finanziert. Williams widmete sich mit dem Film erstmals einem sozialen Thema, also einem Bereich, der bei britischen Dokumentarfilmen seit den 1930er-Jahren von Erfolg gekrönt war.
Seinen filmischen Durchbruch erlebte Williams mit seinem Kurzfilm Foothold on Antarctica, der 1957 veröffentlicht wurde. Williams nahm als Kameramann an der Commonwealth Trans-Antarctic Expedition teil, bei der neben Vivian Fuchs auch Edmund Hillary dabei war, um Aufnahmen für seinen Kurzfilm zu drehen, zudem führte er Regie, schrieb das Drehbuch und sprach den Kommentar des Films ein. James Carr erhielt eine Oscarnominierung für den von ihm produzierten Film. Neben einer Privatvorstellung im Buckingham Palace wurde Foothold on Antarctica auch mehrfach im Rahmen öffentlicher Veranstaltungen gezeigt, zu denen auch Vorträge von Vivian Fuchs gehörten und bei denen Spenden für die angefallenen Expeditionskosten gesammelt wurden. Der Dokumentar-Kurzfilm Oxford (1958), Williams nächster Film, wurde vom Central Office of Information in Auftrag gegeben und war Teil der Bemühungen, ausländische Studenten zu gewinnen. Bereits ein Jahr zuvor war Williams von World Wide Films zu Greenpark Films gewechselt.
Williams nachfolgende Filme wurden wiederum von BP gesponsert. Für den sehr atmosphärisch angelegten Film North Slope – Alaska (1964) begleitete Williams ein Team von BP beauftragten kanadischen Ölsuchern in die dunkle und bitterkalte arktische Region des 49. US-Bundesstaates. I Do – And I Understand (1965) war ein Auftragsfilm und wurde mit dem Vorgängerpreis des BAFTA ausgezeichnet. Turkey the Bridge, ein 1966 veröffentlichter Film, der sich mit dem historischen und kulturellen Erbe der Türkei befasst, wurde von Williams produziert, der mit dem Film auch für den Oscar nominiert wurde. Für den 1967 veröffentlichten Dokumentarfilm Indus Waters schrieb Williams das Drehbuch, der Film wurde von The World Bank finanziell unterstützt. Im Film ging es um ein Projekt, bei dem ein indisch-pakistanischer Vertrag dazu beitragen sollte, das Wasser des Indus im beiderseitigen Interesse für die Landwirtschaft nutzbar zu machen. Der Film wurde ebenfalls mit dem Vorgängerpreis des BAFTA ausgezeichnet. Auch der Kurzfilm The End of the Road, der 1976 veröffentlicht wurde, und wiederum Alaska zum Thema hatte, erhielt eine Oscarnominierung. Williams schrieb die im Film gesprochenen Kommentare.
Ein wichtiger Film für Williams wurde der 1970 veröffentlichte Kurzfilm The Shadow of Progress, der von BP gesponsert wurde und ein frühes Beispiel dafür ist, dass Umweltverschmutzung durch zunehmende Industrialisierung und die globale Erwärmung auch seinerzeit schon ein Thema war. Im darauffolgenden Jahr drehte Williams unter der Schirmherrschaft von BP den Kurzfilm Alaska: The Great Land, der sich mit der Geschichte, der Kultur und den Tieren Alaskas auseinandersetzt. Der 1972 veröffentlichte Dokumentar-Kurzfilm The Tide of Traffic, bei dem es um Umweltbelastung und Beeinträchtigung der städtischen Umwelt durch Autos ging, erhielt eine Oscar-Nominierung und eine Auszeichnung beim Filmfestival in Venedig.
Williams letzter bedeutender Film war der Dokumentar-Kurzfilm The Shetland Experience von 1977, in dem es um die Geschichte und Kultur sowie die Natur der Shetlands ging. Finanziert worden war der Film von der Umweltberatungsgruppe des Sullom-Voe-Vereins. In diesem Zusammenhang schlossen sich mehrere Akteure der Erölbranche mit der einheimischen Regierung zusammen, um sicherzustellen, „dass die Erschließung mit maximalem wirtschaftlichen Nutzen und minimalen ökologischen Kosten für das Leben auf den Shetlands durchgeführt wurde“. Der Film wurde für einen Oscar nominiert. Der Oscarverleihung wohnte auch Williams zum ersten und einzigem Mal bei. Es folgten weitere Filme kommerzieller Natur, die durch Sponsoring möglich wurden.
Seinen letzten Film drehte Williams 1992 – Oman – Tracts of Time wurde vom Sultan des Oman in Auftrag gegeben. Während der Dreharbeiten ging es Williams gesundheitlich immer wieder schlecht, sodass er seine Filmkarriere nach Beendigung des Films beendete. Im Ruhestand schrieb und veröffentlichte er zwei Bücher über die römische Geschichte, ein drittes blieb unveröffentlicht.
Da Williams einer der führenden britischen Dokumentarfilmer der Nachkriegszeit war, widmete ihm das British Film Institute Anfang Dezember 2010 eine Retrospektive. Derek Williams, der ab 1960 verheiratet war, lebte mit seiner Frau in der Grafschaft Kent im Südosten Englands.

## Filmografie (Auswahl)
Regie, wenn nicht anders angegeben
- 1955: Oil Harbor, Aden (+ Kamera und Drehbuch)
- 1957: There Was a Door (Dokumentar-Kurzfilm; + Drehbuch)
- 1957: Foothold on Antarctica (Kurzfilm; + Kamera + Drehbuch + Kommentator)
- 1958: Oxford (Dokumentar-Kurzfilm)
- 1961: Diamanten an Bord (+ Drehbuch)
- 1962: Der Henker kann warten (Mix me a Person; nur Second Unit)
- 1963: Abenteuer auf Malta (Treasure in Malta)
- 1964: North Slope – Alaska
- 1965: I Do – And I Understand (Dokumentar-Kurzfilm)
- 1966: Turkey the Bridge (Kurzfilm; + Produzent)
- 1967: Indus Waters (Dokumentarfilm; + Drehbuch)
- 1970: The Shadow of Progress (Kurzfilm; + Drehbuch)
- 1971: Alaska: The Great Land (Kurzfilm)
- 1972: The Tide of Traffic (Dokumentar-Kurzfilm; + Drehbuch)
- 1975: Sea Area Forties (Kurzfilm; Autor Kommentare)
- 1976: The End of the Road (Kurzfilm; Drehbuch + Kommentare)
- 1977: The Shetland Experience (Dokumentar-Kurzfilm; + Drehbuch)
- 1978: Planet Water (Dokumentar-Kurzfilm)
- 1980: Army Cadet (Dokumentar-Kurzfilm)
- 1982: South East Pipeline (für Esso)
- 1985: Configuration Management (für die britischen Streitkräfte)
- 1986: Refenishment at Sea (wie zuvor)
- 1990: A Stake in the Soil (für Shell)
- 1992: Oman – Tracts of Time

## Auszeichnungen
Oscarverleihung 1967
- nominiert mit Turkey the Bridge in der Kategorie „Bester Kurzfilm“ (Live Action)

BAFTA Film Award
- 1966 Gewinner mit I Do – And I Understand in der Kategorie „Bester spezialisierter Film“
- 1968 Gewinner mit Indus Waters in der Kategorie „Bester Kurzfilm“
- 1971 Gewinner mit The Shadow of Progress in der Kategorie „Bester Kurzfilm“
- 1972 Gewinner mit Alaska: The Great Land in der Kategorie „Bester Kurzfilm“
- 1978 nominiert mit The Shetland Experience in der Kategorie „Bester Kurzfilm“ (Sachfilm)
- 1979 nominiert mit Planet Water in der Kategorie „Bester Kurzfilm“ (Sachfilm)